# Condado de Areny
El condado de Areny es un título nobiliario español creado el 18 de agosto de 1707 por el archiduque Carlos VI del Sacro Imperio Romano Germánico en favor de Francisco de Areny y Queralt, barón de Claret.
El título fue rehabilitado el 2 de octubre de 1951 y concedido, junto a la baronía de Claret, a la escritora María Carmen de Icaza y de León por su vinculación a diversas causas caritativas, pero se lo cedió a su hija Paloma Montojo y de Icaza (m. 18 de enero de 2019), que casó con Íñigo Méndez de Vigo y del Arco (m. 1982). El título lo ostenta actualmente su hijo Pedro Alfonso Méndez de Vigo y Montojo, hermano del exministro Íñigo Méndez de Vigo, y esposo de Paz Puig de la Bellacasa, hija de José Joaquín Puig de la Bellacasa.